# Maxi Iglesias
Maximiliano Teodoro Iglesias Acevedo (Madrid; 6 de febrer de 1991), més conegut com a Maxi Iglesias, és un actor, model i col·laborador de televisió espanyol.

## Filmografia

### Cinema
- El secret dels 24 esglaons
- XP3D
- El diario de Carlota
- After
- Mentiras y Gordas
- 8 Citas
- La pistola de mi hermano
- .Asesinos inocentes

### Televisió
Com a actor
| Any         | Títol                            | Paper                           |
| ----------- | -------------------------------- | ------------------------------- |
| 2005        | Amar en tiempos revueltos        | Jove milicià                    |
| 2005        | Cuéntame cómo pasó               | Pedro                           |
| 2005        | Hospital Central                 | Pablo                           |
| 2008 - 2011 | Física o química                 | César Cabano de Vera            |
| 2011        | Los protegidos                   | Víctor Izquierdo "Ángel"        |
| 2012        | Toledo, cruce de destinos        | Martín Pérez de Ayala           |
| 2014        | Velvet                           | Maximiliano "Max" Expósito Soto |
| 2015        | Dueños del paraíso               | Chad Mendoza                    |
| 2016        | La embajada                      | Roberto Marañón Gil             |
| 2016        | Paquita Salas                    | Ell mateix                      |
| 2017        | El final del camino              | Alfonso I de Aragón             |
| 2017 - 2018 | Ingobernable                     | Ovni                            |
| 2019        | Velvet Colección                 | Maximiliano "Max" Expósito Soto |
| 2020 - 2023 | Valeria                          | Víctor                          |
| 2020        | Desaparecidos                    | Rodrigo Medina                  |
| 2020 - 2021 | Física o química: El reencuentro | César Cabano de Vera            |
| 2021        | La cocinera de Castamar          | Francisco Marlango              |
| 2021–2022   | Toy Boy                          | Darío                           |
| 2023        | Volver a caer                    | Vico Arimendi                   |
| 2023        | Los artistas: primeros trazos    | Yago Vera Maldonado             |

Com a convidat
- La Resistencia (2020)
- El hormiguero (2008, 2009, 2010, 2011, 2012, 2013)
- Tal cual lo contamos(2008)
- Trobada digital FoQ 1(2010-2011)
- El club del chiste (2011)
- Trobada digital Los protegidos  (2011)
- Sólo comedia (2012)
- Atrapa un millón (2012)
- Mira quien baila (2012)
- Nuestra Belleza Latina (2013)

### Model
- FoQ (2008-2011)
- QMD(2010)
- Shangay Style (2011)
- Diez Minutos (2012)
- Boytoy (2013)

## Nominacions
| Any  | Premi               | Categoria                       | Títol | Resultat |
| ---- | ------------------- | ------------------------------- | ----- | -------- |
| 2012 | Fotogramas de Plata | Intèrpret més buscat a Internet |       | Nominat  |